# Mixacarus quadrifasciatus
Mixacarus quadrifasciatus är en kvalsterart som beskrevs av Nambiyath Puthansurayil Balakrishnan 1986. Mixacarus quadrifasciatus ingår i släktet Mixacarus och familjen Lohmanniidae. Inga underarter finns listade i Catalogue of Life.